# 閻芹
閻芹（1530年—？），字時獻，號靖軒，山東萊州府高密縣人，民籍，明朝政治人物。

## 生平
嘉靖四十年（1561年）山東鄉試第四十六名，萬曆二年（1574年）甲戌科會試第一百五十九名，登三甲第一百六十九名進士。本年授行人司行人，万历八年（1580年）升南京户部主事，历升刑部贵州司郎中，十九年七月升湖广按察司副使，二十二年四月升本省参政兼佥事荆西兵备。

## 家族
曾祖閻勝；祖父閻逵；父閻仲宙。母劉氏。兄藻（省祭）、弟蘭。